# 燃燒烈愛
是一部2018年的韓國劇情片，由李滄東導演及編劇，劉亞仁、史蒂文·連及全鐘瑞主演。劇本改編自日本作家村上春樹收錄在短篇小說集《萤·烧谷仓·其他短篇》中的〈燒掉柴房〉。
此片於2018年5月16日在坎城首映，於正式競賽單元角逐金棕榈奖。並代表韓國角逐奧斯卡最佳外語片獎，成為該國首部入選最後九部名單的電影作品。

## 劇情
一位有抱負的年輕小說家李鍾秀在坡州從事零工。他在一次促銷活動中遇到童年鄰居申海美。鐘秀起初不記得她，海美說她接受了整容手術。鐘秀將促銷活動抽獎獲得的粉紅色手錶送給海美。後來兩人共進晚餐，海美說她即將前往非洲，想見證布希曼人文化，提到布希曼人將人分為身理上的飢餓與心理上的飢餓，並請鐘秀在她出遊時餵寵物貓波波。鍾秀的父親是養牛場的農民，與鄰居在法律事務上糾纏不清，鍾秀不得不返回農場處理。
在海美出行前一天，鍾秀來到她的公寓，收到照顧貓的指示，兩人發生了性關係。海美離開後，鍾秀經常到她的公寓放置飼料，儘管他從未見過貓的出現，卻知道波波的存在，因為他在貓沙盒中發現了糞便。他還開始在海美的公寓裡自慰。
鍾秀這天照常來到海美的公寓，接到她打來的電話，獲悉肯亞發生炸彈襲擊後，她被困在內羅畢機場三天。鍾秀到機場接海美，發現她與名為班的男子一起回來了。三人去吃晚飯，海美回憶起她在旅途中目睹的日落，哭泣說想消失在世界上，班卻羨慕海美會哭泣，坦承自己從來沒有哭泣的經驗。班知道鍾秀是作家後，想有一天告訴鍾秀自己的故事。
班富裕而充滿自信，儘管鐘秀不確定他做什麼工作從而獲得財富，鐘秀將班形容為了不起的蓋茨比。班邀請鍾秀與海美跟自己的朋友聚會，海美表演布希曼人的飢餓之舞，班的朋友感到無趣，班也打起哈欠。在父親入獄期間，鍾秀努力照顧自己的家族農場。鐘秀始終不清楚班與海美兩人的關係，對班的存在感到困窘。
班與海美探訪鍾秀的農場，三人吸食大麻和飲酒。海美懷念起小時候與鍾秀在這裡玩耍的回憶，提到有一次掉進家裡的水井，是鍾秀救了她，但鍾秀卻不記得此事。隨著日落來到，海美開始忘乎所以地裸舞，最後哭著結束舞蹈。海美在沙發上睡著後，班向鍾秀透露他的奇怪愛好：班每兩個月會縱火燒掉一個廢棄的溫室，因為他厭惡這些溫室為社會帶來髒亂。被問及下一次焚燒的時機，班稱很快發生，而且靠近鍾秀的家。鍾秀告訴班，他深愛海美，班卻投以戲謔的笑聲。班與海美離開前，鍾秀出於對班的忌妒與醉酒，譴責海美在外人面前裸舞很可恥，而班告訴鍾秀他將密切注意本地區的溫室。
接下來的幾天，鍾秀一直在附近觀察，看是否有溫室被燒毀，但沒有一個被燒毀。一天下午，他在檢查溫室前，接到海美的電話，海美在幾秒鐘含糊不清的噪音後中斷了通話，事後再也無法聯絡上海美。鐘秀先是詢問海美過去的同事，同事認為海美背負卡債跑路。鐘秀接著到海美家人開的餐館，當他與海美的母親聊到海美落入水井的事情時，對方卻說她們家裡根本沒有水井，且告訴他海美一直有說謊的惡習，在海美沒還清卡債家裡不歡迎她回來。鐘秀以餵貓為藉口，說服房東讓他進入海美的公寓，發現公寓被人收拾過，她的手提箱還在屋裡，而貓的所有存在跡像卻消失無蹤。
鍾秀開始跟踪班，當他看到班的保時捷停在咖啡廳外時，他走進店內向他詢問海美的下落。一名陌生女子突然向班走來，為自己約會遲到道歉，女子與班一起離開咖啡廳。鍾秀問班是否聽到過海美的消息，班說他不知道海美的去向，提及海美說鍾秀是她唯一信任的人，這使他人生中第一次感到嫉妒。
班在住所外發現正在跟監的鍾秀，邀請鍾秀到他的公寓聚餐。鍾秀在班的家發現了一隻貓，班說還沒取名。鍾秀走到洗手間，在櫥櫃中看到他送給海美的粉紅色手錶。班的貓趁著客人進門逃出公寓，鍾秀嘗試用海美的貓的名字「波波」呼喚它，貓聽話地來到鍾秀身邊。晚餐時，班的新女友說起自認為有趣的事情，此時鍾秀目睹班再次無聊地打哈欠，對班的懷疑進一步上升。
鍾秀在海美的公寓自慰後，完成停滯不前的小說，之後約班在一處荒野見面，聲稱海美會一起來。當班疑惑海美的下落時，鍾秀持刀刺死了班，接著用汽油點燃班的屍體和汽車，還把自己那鮮血浸透的衣服也扔進去。最後，鍾秀渾身赤裸開著卡車逃離現場。

## 演員

### 主要演員
- 劉亞仁 飾 李鍾秀
- 史蒂文·連 飾 班
- 全鐘瑞 飾 海美

### 其他演員
- 裴敏靜（朝鲜语：배민정） 飾 臨時賣場解說員模特
- 文盛瑾（朝鲜语：문성근） 飾 律師
- 閔福基（朝鲜语：민복기 (1968년)） 飾 法官
- 李秀晶 飾 檢察官
- 崔勝浩（朝鲜语：최승호 (언론인)） 飾 李勇石（鍾秀的爸爸）
- 朴勝泰 飾 老奶奶（海美的房東）
- 鄭昌玉 飾 里長
- 李凤辇 飾 海美的姐姐
- 車美京 飾 海美的媽媽
- 趙英俊 飾 小鐘秀
- 潘慧蘿（朝鲜语：반혜라） 飾 鍾秀的媽媽

## 製作
本片於2017年9月11日於韓國坡州市開拍，至2018年1月30日殺青。

## 發行

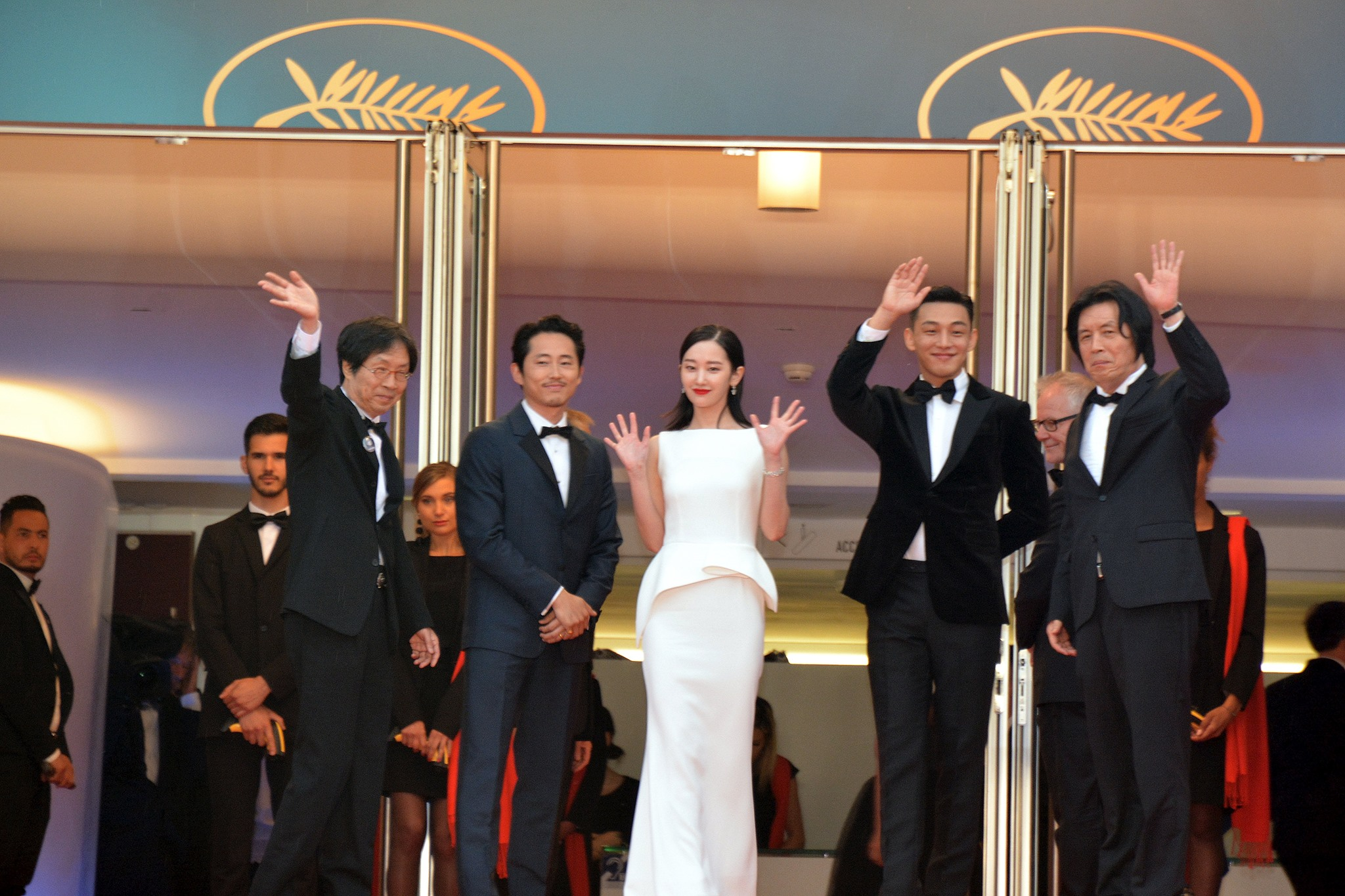
第71屆坎城影展的演員和導演。

2018年5月16日世界首映，並於同年6月29日在臺灣的院線上映。香港方面，該片在香港亚洲电影节首映，並在同年12月27日上映。

## 榮譽
| 年份 | 入圍                                   | 獎項                                  | 得獎者         | 結果      | 備註          |
| ---- | -------------------------------------- | ------------------------------------- | -------------- | --------- | ------------- |
| 2018 | 第71屆坎城影展                         | 金棕櫚獎                              | 《燃燒烈愛》   | 提名      | [ 11 ] [ 12 ] |
| 2018 | 第71屆坎城影展                         | 費比西獎 競賽單元                     | 《燃燒烈愛》   | 獲獎      | [ 11 ] [ 12 ] |
| 2018 | 第71屆坎城影展                         | Vulcan獎                              | 申点希         | 獲獎      | [ 11 ] [ 12 ] |
| 2018 | 第36屆慕尼黑影展                       | ARRI/OSRAM獎                          | 《燃燒烈愛》   | 提名      | [ 13 ]        |
| 2018 | 第9屆Word Cinema Amsterdam             | WCA評審團獎                           | 《燃燒烈愛》   | 提名      | [ 14 ]        |
| 2018 | 第2屆Shin Film藝術電影節               | 申相玉导演賞                          | 李滄東         | 獲獎      | [ 15 ]        |
| 2018 | 第20屆Film by the Sea國際影展          | 電影和文學獎                          | 《燃燒烈愛》   | 提名      | [ 16 ]        |
| 2018 | 第20屆Film by the Sea國際影展          | 靑年評審團獎                          | 《燃燒烈愛》   | 提名      | [ 16 ]        |
| 2018 | 第15屆密什科茲國際影展                 | 艾默利·普萊斯柏格獎                   | 《燃燒烈愛》   | 提名      | [ 17 ] [ 18 ] |
| 2018 | 第25屆阿達納國際影展                   | 黃金棉蒴 國際最佳电影                 | 《燃燒烈愛》   | 獲獎      | [ 19 ] [ 20 ] |
| 2018 | 第34屆海法國際影展                     | 迦密獎                                | 《燃燒烈愛》   | 提名      | [ 21 ]        |
| 2018 | 第39屆Manaki Brothers國際攝影指導影展  | 黃金照相300賞                         | 洪坰杓         | 獲獎      | [ 22 ]        |
| 2018 | 第27屆釜日電影獎                       | 最佳电影                              | 《燃燒烈愛》   | 提名      | [ 23 ]        |
| 2018 | 第27屆釜日電影獎                       | 最佳导演                              | 李滄東         | 獲獎      | [ 23 ]        |
| 2018 | 第27屆釜日電影獎                       | 最佳男主角                            | 劉亞仁         | 提名      | [ 23 ]        |
| 2018 | 第27屆釜日電影獎                       | 最佳男配角                            | 史蒂文·連      | 提名      | [ 23 ]        |
| 2018 | 第27屆釜日電影獎                       | 最佳女新人                            | 全鐘瑞         | 提名      | [ 23 ]        |
| 2018 | 第27屆釜日電影獎                       | 最佳劇本                              | 吳政美, 李滄東 | 提名      | [ 23 ]        |
| 2018 | 第27屆釜日電影獎                       | 最佳攝影                              | 洪坰杓         | 提名      | [ 23 ]        |
| 2018 | 第27屆釜日電影獎                       | 最佳音樂                              | Mowg           | 獲獎      | [ 23 ]        |
| 2018 | 第51屆 錫切斯影展                      | 最佳電影                              | 《燃燒烈愛》   | 提名      | [ 24 ] [ 25 ] |
| 2018 | 第10屆阿得雷德影展                     | 國際部門 最佳電影                     | 《燃燒烈愛》   | 提名      | [ 26 ]        |
| 2018 | 第55屆大鐘獎                           | 最佳電影                              | 《燃燒烈愛》   | 獲獎      | [ 27 ]        |
| 2018 | 第55屆大鐘獎                           | 最佳導演                              | 李滄東         | 提名      | [ 27 ]        |
| 2018 | 第55屆大鐘獎                           | 最佳男主角                            | 劉亞仁         | 提名      | [ 27 ]        |
| 2018 | 第55屆大鐘獎                           | 最佳男配角                            | 史蒂文·連      | 提名      | [ 27 ]        |
| 2018 | 第55屆大鐘獎                           | 最佳新人女演員                        | 全鐘瑞         | 提名      | [ 27 ]        |
| 2018 | 第55屆大鐘獎                           | 攝影獎                                | 洪坰杓         | 提名      | [ 27 ]        |
| 2018 | 第55屆大鐘獎                           | 照明獎                                | 金昌浩         | 提名      | [ 27 ]        |
| 2018 | 第55屆大鐘獎                           | 配樂獎                                | Mowg           | 提名      | [ 27 ]        |
| 2018 | 第2屆The Seoul Awards                  | 電影部門 大賞                         | 《燃燒烈愛》   | 提名      | [ 28 ]        |
| 2018 | 第2屆The Seoul Awards                  | 電影部門 最佳男主角                   | 劉亞仁         | 提名      | [ 28 ]        |
| 2018 | 第2屆The Seoul Awards                  | 電影部門 最佳女新人                   | 全鐘瑞         | 提名      | [ 28 ]        |
| 2018 | 第38屆韓國電影評論家協會獎             | 攝影獎                                | 洪坰杓         | 獲獎      |               |
| 2018 | 第38屆韓國電影評論家協會獎             | 國際影評人協會 韓國支部獎             | 《燃燒烈愛》   | 獲獎      |               |
| 2018 | 第38屆韓國電影評論家協會獎             | 年度電影 11選                         | 《燃燒烈愛》   | 獲獎      |               |
| 2018 | 第3屆Tour du Cinéma Français           | Etoile du cinéma獎                    | 《燃燒烈愛》   | 獲獎      | [ 29 ]        |
| 2018 | 第28屆奧斯陸Films from the South影展   | 銀鏡獎                                | 《燃燒烈愛》   | 獲獎      | [ 30 ] [ 31 ] |
| 2018 | 第28屆奧斯陸Films from the South影展   | 觀衆獎                                | 《燃燒烈愛》   | 提名      | [ 30 ] [ 31 ] |
| 2018 | 第7屆基韋斯特影展                      | 觀衆獎部門 最佳外語片                 | 《燃燒烈愛》   | 獲獎      | [ 32 ]        |
| 2018 | 第29屆斯德哥爾摩電影節                 | 費比西獎                              | 《燃燒烈愛》   | 提名      | [ 33 ]        |
| 2018 | 第39屆青龍電影獎                       | 最佳男主角                            | 劉亞仁         | 提名      | [ 34 ]        |
| 2018 | 第39屆青龍電影獎                       | 最佳男配角                            | 史蒂文·連      | 提名      | [ 34 ]        |
| 2018 | 第39屆青龍電影獎                       | 最佳女子新人獎                        | 全鐘瑞         | 提名      | [ 34 ]        |
| 2018 | 第39屆青龍電影獎                       | 音樂獎                                | Mowg           | 提名      | [ 34 ]        |
| 2018 | 第90屆國家評論協會獎                   | 五大外語片                            | 《燃燒烈愛》   | 獲獎      | [ 35 ]        |
| 2018 | 第12屆亚洲太平洋Screen Awards          | 最佳电影                              | 《燃燒烈愛》   | 提名      | [ 36 ] [ 37 ] |
| 2018 | 第12屆亚洲太平洋Screen Awards          | 評審團大獎                            | 《燃燒烈愛》   | 獲獎      | [ 36 ] [ 37 ] |
| 2018 | 第12屆亚洲太平洋Screen Awards          | 最佳劇本                              | 吳政美, 李滄東 | 提名      | [ 36 ] [ 37 ] |
| 2018 | 電影筆記                               | 年度十大電影                          | 《燃燒烈愛》   | 第4位     | [ 38 ]        |
| 2018 | 第17屆華盛頓特區影評人協會獎           | 最佳外語片                            | 《燃燒烈愛》   | 提名      | [ 39 ]        |
| 2018 | 纽约时报                               | 2018 年度電影                         | 《燃燒烈愛》   | 第2位     | [ 40 ]        |
| 2018 | 纽约时报                               | 2018 年度最佳演員                     | 劉亞仁         | 獲獎      | [ 41 ]        |
| 2018 | 第19屆釜山電影評論家協會賞             | 技術賞                                | 洪坰杓         | 獲獎      | [ 42 ]        |
| 2018 | 第2屆洛杉磯在线影評人協會獎            | 最佳外國影片                          | 《燃燒烈愛》   | 提名      | [ 43 ]        |
| 2018 | 第31屆芝加哥影評人協會獎               | 最佳外語片                            | 《燃燒烈愛》   | 提名      |               |
| 2018 | 第31屆芝加哥影評人協會獎               | 最佳男配角                            | 史蒂文·連      | 提名      |               |
| 2018 | 第22屆多倫多影評人協會獎               | 最佳影片                              | 《燃燒烈愛》   | 第2位     | [ 44 ]        |
| 2018 | 第22屆多倫多影評人協會獎               | 最佳外语片                            | 《燃燒烈愛》   | 獲獎      | [ 44 ]        |
| 2018 | 第22屆多倫多影評人協會獎               | 最佳导演                              | 李滄東         | 第2位     | [ 44 ]        |
| 2018 | 第22屆多倫多影評人協會獎               | 最佳男配角                            | 史蒂文·連      | 獲獎      | [ 44 ]        |
| 2018 | 英國電影協會                           | 視與聽 2018 年度電影                  | 《燃燒烈愛》   | 第3位     | [ 45 ]        |
| 2018 | Film Comment                           | 2018 年度二十大電影                   | 《燃燒烈愛》   | 第2位     | [ 46 ]        |
| 2018 | 第44屆洛杉磯影評人協會獎               | 最佳影片                              | 《燃燒烈愛》   | 第2位     | [ 47 ]        |
| 2018 | 第44屆洛杉磯影評人協會獎               | 最佳外語片                            | 《燃燒烈愛》   | 獲獎      | [ 47 ]        |
| 2018 | 第44屆洛杉磯影評人協會獎               | 最佳男配角                            | 史蒂文·連      | 獲獎      | [ 47 ]        |
| 2018 | 第17屆舊金山影評人協會獎               | 最佳外語片                            | 《燃燒烈愛》   | 提名      |               |
| 2018 | 第3屆新墨西哥州影評人協會獎            | 最佳影片                              | 《燃燒烈愛》   | 第2位     |               |
| 2018 | 第3屆新墨西哥州影評人協會獎            | 最佳外語片                            | 《燃燒烈愛》   | 獲獎      |               |
| 2018 | 第3屆新墨西哥州影評人協會獎            | 最佳导演                              | 李滄東         | 第2位     |               |
| 2018 | 第3屆新墨西哥州影評人協會獎            | 最佳改編劇本                          | 吳政美, 李滄東 | 獲獎      |               |
| 2018 | 第1屆倫敦電影周刊                      | 最佳電影                              | 《燃燒烈愛》   | 獲獎      | [ 48 ]        |
| 2018 | 第1屆倫敦電影周刊                      | 最佳导演                              | 李滄東         | 獲獎      | [ 48 ]        |
| 2018 | 第1屆倫敦電影周刊                      | 最佳劇本                              | 吳政美, 李滄東 | 獲獎      | [ 48 ]        |
| 2018 | 第18屆Director's CUT Awards            | 年度特别提及                          | 《燃燒烈愛》   | 獲獎      |               |
| 2018 | 第18屆Director's CUT Awards            | 年度导演賞                            | 李滄東         | 提名      |               |
| 2018 | 第18屆Director's CUT Awards            | 年度劇本賞                            | 吳政美, 李滄東 | 提名      |               |
| 2018 | 第5屆鳳凰城評論家協會獎                | 最佳外語片                            | 《燃燒烈愛》   | 提名      |               |
| 2018 | 第76屆猶他影評人協會獎                 | 最佳非英語片                          | 《燃燒烈愛》   | 第2位     |               |
| 2018 | 第3屆西雅圖影評人協會獎                | 最佳外語片                            | 《燃燒烈愛》   | 提名      |               |
| 2018 | 第25屆達拉斯—沃斯堡影評人協會獎        | 最佳外語片                            | 《燃燒烈愛》   | 第4位     |               |
| 2018 | 第18屆溫哥華影評人協會獎               | 最佳外語片                            | 《燃燒烈愛》   | 提名      |               |
| 2018 | 第18屆溫哥華影評人協會獎               | 最佳男配角                            | 史蒂文·連      | 提名      |               |
| 2018 | 美聯社                                 | 2018年 最佳電影                       | 《燃燒烈愛》   | 獲獎      | [ 49 ]        |
| 2018 | 第14屆北德克薩斯影評人協會獎           | 最佳外語片                            | 《燃燒烈愛》   | 第3位     |               |
| 2018 | Cine21電影賞                           | 年度韓國電影                          | 《燃燒烈愛》   | 獲獎      |               |
| 2018 | Cine21電影賞                           | 年度導演                              | 李滄東         | 獲獎      |               |
| 2018 | Cine21電影賞                           | 年度攝影指導                          | 洪坰杓         | 獲獎      |               |
| 2018 | 荷里活報道                             | 2018 年度電影                         | 《燃燒烈愛》   | 第3位     | [ 50 ]        |
| 2018 | 荷里活報道                             | 2018 國際新人演員                     | 全鐘瑞         | 獲獎      | [ 51 ]        |
| 2018 | The Playlist                           | 2018 年度電影                         | 《燃燒烈愛》   | 第5位     | [ 52 ]        |
| 2018 | The Playlist                           | 2018 年度最佳表演人物                 | 劉亞仁         | 第8位     | [ 53 ]        |
| 2018 | 第23屆佛羅里達影評人協會獎             | 最佳外语片                            | 《燃燒烈愛》   | 提名      | [ 54 ]        |
| 2018 | 第23屆佛羅里達影評人協會獎             | 最佳男配角                            | 史蒂文·連      | 獲獎      | [ 54 ]        |
| 2018 | 第1屆Greater Western紐約州影評人協會獎 | 最佳影片                              | 《燃燒烈愛》   | 提名      |               |
| 2018 | 第1屆Greater Western紐約州影評人協會獎 | 最佳外國影片                          | 《燃燒烈愛》   | 獲獎      |               |
| 2018 | 第1屆Greater Western紐約州影評人協會獎 | 最佳導演                              | 李滄東         | 提名      |               |
| 2018 | 第1屆Greater Western紐約州影評人協會獎 | 最佳改編劇本                          | 吳政美, 李滄東 | 提名      |               |
| 2018 | 君子雜誌                               | 2018 十三大最佳電影表演               | 劉亞仁         | 獲獎      |               |
| 2018 | 第91屆奧斯卡金像獎                     | 最佳外語片獎                          | 《燃燒烈愛》   | 第1次名單 | [ 55 ]        |
| 2019 | 第7屆北卡羅萊納影評人協會獎            | 最佳外語片                            | 《燃燒烈愛》   | 提名      |               |
| 2019 | 第22屆線上影評人協會獎                 | 最佳非英語片                          | 《燃燒烈愛》   | 提名      |               |
| 2019 | 第12屆休斯頓影評人協會獎               | 最佳外語片                            | 《燃燒烈愛》   | 提名      |               |
| 2019 | 第17屆哥倫布影評人協會獎               | 最佳外語片                            | 《燃燒烈愛》   | 第2位     |               |
| 2019 | 第17屆哥倫布影評人協會獎               | 最佳改編劇本                          | 吳政美, 李滄東 | 第2位     |               |
| 2019 | 第53屆國家影評人協會獎                 | 最佳影片                              | 《燃燒烈愛》   | 第3位     |               |
| 2019 | 第53屆國家影評人協會獎                 | 最佳外語片                            | 《燃燒烈愛》   | 第3位     |               |
| 2019 | 第53屆國家影評人協會獎                 | 最佳導演                              | 李滄東         | 第2位     |               |
| 2019 | 第53屆國家影評人協會獎                 | 最佳男配角                            | 史蒂文·連      | 獲獎      |               |
| 2019 | 第14屆奧斯汀影評人協會獎               | 最佳外語片                            | 《燃燒烈愛》   | 獲獎      | [ 56 ]        |
| 2019 | 第14屆奧斯汀影評人協會獎               | 最佳攝影                              | 洪坰杓         | 提名      | [ 56 ]        |
| 2019 | 第10屆Dorian Awards                    | 年度外語電影賞                        | 《燃燒烈愛》   | 提名      |               |
| 2019 | 第4屆Club Média Ciné(法國影評人協會獎) | 外語片部門 大獎賽(Lauriers du Cinéma) | 《燃燒烈愛》   | 獲獎      | [ 57 ]        |
| 2019 | 第12屆女性電影記者聯盟獎               | 最佳非英語影片                        | 《燃燒烈愛》   | 提名      |               |
| 2019 | 第8屆喬治亞影評人協會獎                | 最佳外國影片                          | 《燃燒烈愛》   | 提名      |               |
| 2019 | 第10屆丹佛影評人協會獎                 | 最佳外語片                            | 《燃燒烈愛》   | 提名      |               |
| 2019 | 第3屆夏威夷影評人協會獎                | 最佳外語片                            | 《燃燒烈愛》   | 提名      |               |
| 2019 | 第30屆棕櫚泉國際影展                   | FIPRESCI 最佳外語電影                 | 《燃燒烈愛》   | 提名      |               |
| 2019 | 第30屆棕櫚泉國際影展                   | Ricky Jay Magic of Cinema賞           | 《燃燒烈愛》   | 提名      |               |
| 2019 | 第24屆評論家選擇電影獎                 | 最佳外語片                            | 《燃燒烈愛》   | 提名      |               |
| 2019 | 第1屆Latino Entertainment Film Awards  | 最佳外語片                            | 《燃燒烈愛》   | 提名      |               |
| 2019 | 第10屆年度電影獎                       | 導演獎                                | 李滄東         | 獲獎      |               |
| 2019 | 第16屆American Film Awards             | 最佳Dramatic電影                      | 《燃燒烈愛》   | 獲獎      | [ 58 ]        |
| 2019 | 第16屆American Film Awards             | 最佳亞州電影                          | 《燃燒烈愛》   | 提名      | [ 58 ]        |
| 2019 | 第16屆American Film Awards             | 最佳導演                              | 李滄東         | 提名      | [ 58 ]        |
| 2019 | 第38屆比利時電影記者聯盟獎             | 大獎賽                                | 《燃燒烈愛》   | 獲獎      | [ 59 ] [ 60 ] |
| 2019 | 第3屆芝加哥獨立影評人協會獎            | 最佳外國影片                          | 《燃燒烈愛》   | 提名      |               |
| 2019 | 第23屆線上電影電視協會獎               | 最佳外語片                            | 《燃燒烈愛》   | 提名      |               |
| 2019 | 第37屆羅伯獎                           | 年度非英語電影                        | 《燃燒烈愛》   | 提名      |               |
| 2019 | 第16屆國際影迷協會獎                   | 最佳電影                              | 《燃燒烈愛》   | 第2位     |               |
| 2019 | 第16屆國際影迷協會獎                   | 最佳非英語電影                        | 《燃燒烈愛》   | 第2位     |               |
| 2019 | 第16屆國際影迷協會獎                   | 最佳導演                              | 李滄東         | 提名      |               |
| 2019 | 第16屆國際影迷協會獎                   | 最佳男主角                            | 劉亞仁         | 提名      |               |
| 2019 | 第16屆國際影迷協會獎                   | 最佳男配角                            | 史蒂文·連      | 提名      |               |
| 2019 | 第16屆國際影迷協會獎                   | 最佳女配角                            | 全鐘瑞         | 提名      |               |
| 2019 | 第16屆國際影迷協會獎                   | 最佳改編劇本                          | 吳政美, 李滄東 | 獲獎      |               |
| 2019 | 第16屆國際影迷協會獎                   | 最佳攝影                              | 洪坰杓         | 提名      |               |
| 2019 | 第16屆國際影迷協會獎                   | 最佳音樂                              | Mowg           | 第2位     |               |
| 2019 | 第29屆Prix des Auditeurs du Masque     | 外語電影部門 觀衆獎                   | 《燃燒烈愛》   | 第5位     |               |
| 2019 | 第33屆獨立精神獎                       | 最佳外國影片                          | 《燃燒烈愛》   | 提名      | [ 61 ]        |
| 2019 | 第72屆波迪獎                           | 最佳非美電影                          | 《燃燒烈愛》   | 提名      | [ 62 ]        |
| 2019 | 第36屆邁阿密國際影展                   | Knight MARIMBAS獎                     | 《燃燒烈愛》   | 提名      | [ 63 ]        |
| 2019 | 第36屆邁阿密國際影展                   | Alacran電影音樂獎                     | Mowg           | 獲獎      |               |
| 2019 | 第13屆亞洲電影大獎                     | 最佳電影                              | 《燃燒烈愛》   | 提名      | [ 64 ]        |
| 2019 | 第13屆亞洲電影大獎                     | 最佳導演                              | 李滄東         | 獲獎      | [ 64 ]        |
| 2019 | 第13屆亞洲電影大獎                     | 最佳男主角                            | 劉亞仁         | 提名      | [ 64 ]        |
| 2019 | 第13屆亞洲電影大獎                     | 最佳編劇                              | 吳政美, 李滄東 | 提名      | [ 64 ]        |
| 2019 | 第13屆亞洲電影大獎                     | 最佳攝影                              | 洪坰杓         | 提名      | [ 64 ]        |
| 2019 | 第13屆亞洲電影大獎                     | 最佳美術指導                          | 申点希         | 提名      | [ 64 ]        |
| 2019 | 第13屆亞洲電影大獎                     | 最佳音效                              | 李承哲         | 提名      | [ 64 ]        |
| 2019 | 第13屆亞洲電影大獎                     | 最佳新演員                            | 全鐘瑞         | 提名      | [ 64 ]        |
| 2019 | 第17屆佛羅倫斯韓國影展                 | Orizzonti Coreani                     | 《燃燒烈愛》   | 獲獎      |               |
| 2019 | 第7屆MOOOV影展                         | 塞姆班獎                              | 《燃燒烈愛》   | 獲獎      |               |
| 2019 | 第55屆百想藝術大獎                     | 電影部門 作品獎                       | 《燃燒烈愛》   | 提名      |               |
| 2019 | 第55屆百想藝術大獎                     | 電影部門 導演獎                       | 李滄東         | 提名      |               |
| 2019 | 第55屆百想藝術大獎                     | 電影部門 男子最優秀演技獎             | 劉亞仁         | 提名      |               |
| 2019 | 第55屆百想藝術大獎                     | 電影部門 男子配角獎                   | 史蒂文·連      | 提名      |               |
| 2019 | 第55屆百想藝術大獎                     | 電影部門 女子新人演技獎               | 全鐘瑞         | 提名      |               |
| 2019 | 第55屆百想藝術大獎                     | 電影部門 藝術獎                       | 洪坰杓         | 獲獎      |               |
| 2019 | 第16屆Indie Lisboa                     | Silvestre獎                           | 《燃燒烈愛》   | 提名      |               |
| 2019 | 第24屆春史電影獎                       | 最佳導演                              | 李滄東         | 提名      |               |
| 2019 | 第24屆春史電影獎                       | 最佳男主角                            | 劉亞仁         | 提名      |               |
| 2019 | 第24屆春史電影獎                       | 最佳女子新人獎                        | 全鐘瑞         | 提名      |               |
| 2019 | 第24屆春史電影獎                       | 技術獎                                | 洪坰杓         | 提名      |               |
| 2019 | 第24屆土星獎                           | 最佳國際電影                          | 《燃燒烈愛》   | 獲獎      |               |
| 2019 | 第24屆土星獎                           | 最佳劇本                              | 吳政美, 李滄東 | 提名      |               |

### 書籍
- 村上春樹. . 日本: 新潮社. 1984-07-05. ISBN 410353401X （日语）.
- 村上春樹、李友中. . 臺灣: 時報文化. 1999-08-23. ISBN 9571329614 （中文（繁體））.
- 村上春樹、林少华. . 中國大陸: 上海译文出版社. 2002-12. ISBN 9787532729968 （中文（简体））.

### 網頁
1. ↑  . The Numbers.   [March 8, 2019]. （原始内容存档于2020-11-27）.
2. 陳明慧. . 蘋果日報. 2018-05-14  [2018-05-17]. （原始内容存档于2021-05-12） （中文（繁體））.
3. . 优1周. 2018-12-12  [2022-01-30]. （原始内容存档于2022-01-29）.
4. ↑  곽명동. . 마이데일리. 2017-09-22  [2017-09-28]. （原始内容存档于2020-08-04） （韩语）.
5. ↑  Roxborough, Scott. . The Hollywood Reporter. 7 September 2018  [7 September 2018]. （原始内容存档于2019-03-31）.
6. ↑  . The Hollywood Reporter. 17 December 2018  [18 December 2018]. （原始内容存档于2018-12-18）.
7. ↑  廖佩玲. . 鏡週刊. 2018-05-14  [2018-05-17]. （原始内容存档于2018-07-04） （中文（繁體））.
8. ↑  . The Daily Sports Seoul. 20 September 2017  [29 September 2017]. （原始内容存档于2021-01-23） （韩语）.
9. ↑  김나라. . 마이데일리. 2017-09-20  [2017-09-28]. （原始内容存档于2019-06-09） （韩语）.
10. ↑  陳薇安. . 蘋果日報. 2018-05-16  [2018-05-17]. （原始内容存档于2021-05-12） （中文（繁體））.
11. ↑  . KBS. 2018-05-20  [2021-05-12]. （原始内容存档于2021-05-12） （韩语）.
12. ↑  . YTN Star. 2018-05-21  [2021-05-12]. （原始内容存档于2018-11-17） （韩语）.
13. ↑  . Filmfest Muenchen （德语）.[永久]
14. ↑  . WCA News. 2018-08-21  [2019-07-20]. （原始内容存档于2018-11-17）.
15. ↑  . 2018-08-31  [2021-05-12]. （原始内容存档于2021-02-14） （韩语）.
16. ↑  . Film by the Sea.   [2021-05-12]. （原始内容存档于2018-11-17）.
17. ↑  . Jameson CineFest.   [2021-05-12]. （原始内容存档于2021-02-25） （匈牙利语）.
18. ↑  . Szilléry Éva. 2018-08-23  [2021-05-12]. （原始内容存档于2019-06-09） （匈牙利语）.
19. ↑  . Filmloverss. 2018-09-29  [2021-05-12]. （原始内容存档于2020-09-20） （土耳其语）.
20. ↑  . International Adana Film Festival.   [2019-07-20]. （原始内容存档于2019-01-15） （土耳其语）.
21. ↑  . Haifa Film Festival.   [2021-05-12]. （原始内容存档于2021-05-12） （希伯来语）.
22. ↑  . Manaki Brothers International Cinematographers' Film Festival. 2018-09-29 （马其顿语）.[永久]
23. ↑  . 2018-08-25  [2021-05-12]. （原始内容存档于2021-05-12） （韩语）.
24. ↑  . Asiateca Cine. 2018-09-14  [2021-05-12]. （原始内容存档于2020-01-10） （西班牙语）.
25. ↑  . Fotogramas. 2018-09-14  [2021-05-12]. （原始内容存档于2021-01-24） （西班牙语）.
26. ↑  . IF Magazine. 2018-09-12  [2021-05-12]. （原始内容存档于2020-11-16） （英语）.
27. ↑  . 2018-09-21  [2021-05-12]. （原始内容存档于2021-05-12） （韩语）.
28. ↑  . 2018-09-28 （韩语）.
29. ↑  . 2018-11-12  [2021-05-12]. （原始内容存档于2021-05-12） （韩语）.
30. ↑  . Film Fra Sør.   [2021-05-12]. （原始内容存档于2020-02-25） （挪威语）.
31. ↑  . Film Fra Sør. 2018-11-17  [2021-05-12]. （原始内容存档于2019-02-25） （挪威语）.
32. ↑  . Deadline. 2018-11-18  [2021-05-12]. （原始内容存档于2020-11-28） （英语）.
33. ↑  . Stockholm Film Festival.   [2021-05-12]. （原始内容存档于2020-11-27） （瑞典语）.
34. ↑  . 2018-11-01  [2021-05-12]. （原始内容存档于2021-05-12） （韩语）.
35. ↑  . National Board of Review. 2018-11-27  [2021-05-12]. （原始内容存档于2021-02-01） （英语）.
36. ↑  . IF magazine. 2018-10-17  [2021-05-12]. （原始内容存档于2020-11-28） （英语）.
37. ↑  . Asia Pacific Screen Awards. 2018-11-29  [2021-05-12]. （原始内容存档于2020-06-10） （英语）.
38. ↑  . IndieWire. 2018-12-03  [2021-05-12]. （原始内容存档于2018-12-04）.
39. ↑  . The Washington DC Area Film Critics Association. 2018-12-03  [2021-05-12]. （原始内容存档于2021-02-08）.
40. ↑  .   [2021-05-12]. （原始内容存档于2020-12-05） （英语）.
41. ↑  .   [2021-05-12]. （原始内容存档于2020-12-01） （英语）.
42. ↑  . 2018-11-24  [2021-05-12]. （原始内容存档于2021-05-12） （韩语）.
43. ↑  . Awardswatch. 2018-12-03 （英语）.[永久]
44. ↑  . TFCA.   [2021-05-12]. （原始内容存档于2021-01-06） （英语）.
45. ↑  .   [2021-05-12]. （原始内容存档于2018-12-11） （英语）.
46. ↑  .   [2021-05-12]. （原始内容存档于2021-02-21） （韩语）.
47. ↑  葛大維. . Yahoo! 奇摩新聞. 2018-12-10. （原始内容存档于2019-06-09） （中文（繁體））.
48. ↑  . London Film Week. 2018-12-13  [2021-05-12]. （原始内容存档于2020-12-02）.
49. ↑  .   [2021-05-12]. （原始内容存档于2020-11-11） （英语）.
50. ↑  .   [2021-05-12]. （原始内容存档于2021-01-16） （英语）.
51. ↑  .   [2019-02-05]. （原始内容存档于2020-11-08） （英语）.
52. ↑  .   [2021-05-12]. （原始内容存档于2021-05-12） （英语）.
53. ↑  .   [2021-05-12]. （原始内容存档于2020-06-18） （英语）.
54. ↑  . Florida Film Critics Circle.   [2019-02-05]. （原始内容存档于2018-12-24） （英语）.
55. ↑  . 星島日報. 2018-12-19  [2019-02-05]. （原始内容存档于2019-06-02） （中文（香港））.
56. ↑  .   [2019-02-05]. （原始内容存档于2020-05-24） （英语）.
57. ↑  . Korean Film Biz Zone.   [2019-02-05]. （原始内容存档于2019-06-05） （英语）.
58. ↑  .   [2021-05-12]. （原始内容存档于2020-11-25） （英语）.
59. ↑  .   [2021-05-12]. （原始内容存档于2021-05-12）.
60. ↑  .   [2021-05-12]. （原始内容存档于2020-10-01）.
61. ↑  . Spirit Awards. 2018-11-16  [2021-05-12]. （原始内容存档于2021-01-26）.
62. ↑  . Bodilprisen. 2019-01-11  [2021-05-12]. （原始内容存档于2021-01-11） （丹麦语）.
63. ↑  . Miami Film Festival.   [2021-05-12]. （原始内容存档于2019-04-05）.
64. ↑  . AFA-Academy.   [2019-02-05]. （原始内容存档于2020-11-30）.

## 外部連結
- 豆瓣电影上《燃燒烈愛》的資料 （简体中文）
- 開眼電影網上《燃燒烈愛》的資料（繁體中文）
- 爛番茄上《燃燒烈愛》的資料（英文）
- Metacritic上《燃燒烈愛》的資料（英文）
- 互联网电影数据库（IMDb）上《燃燒烈愛》的资料（英文）